# Проватское викариатство
Проватское викариатство — титулярное викариатство Болгарской Православной Церкви. Происходит от города Провадия в Варненской области.

## История
Титул «Проватского» исторически имели также иерархи Константинопольского патриархата (греч. Ιερά Επισκοπή Προβατάς), когда здесь существовала независимая епархия.
В 1940 году Болгарская православная церковь возобновила использование этого титула, когда Видинский митрополит Неофит (Караабов) пожелал себе викария и с этого времени он стал использоваться для викариев Болгарской Церкви.
Титул также использовался в Альтернативном синоде Болгарской православной церкви.

## Епископы
епископы Болгарской православной церкви
- Софроний (Стойчев) (30 июня 1940 — 11 марта 1962)
- Антоний (Костов) (16 декабря 1962 — 18 мая 1992), первый раз
- Антоний (Костов) (2 августа 1995 — 13 апреля 2002), второй раз
- Игнатий (Карагёзов) (с 6 апреля 2008)

епископы Альтернативного синода
- Антоний (Костов) (18 мая 1992 — 2 августа 1995), возвратился в БПЦ